# Pasek postępu

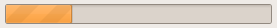
Pasek postępu

Animowany przykład paska postępu

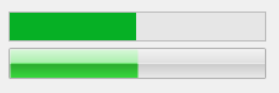
Paski postępu z systemu Windows 8 (u góry) i Windows 7 (u dołu)

Pasek postępu – element graficznego interfejsu użytkownika. Jego przeznaczeniem jest prezentacja postępu pewnej wykonywanej przez program komputerowy czynności. Najczęściej występuje jako prostokątny pasek w dwóch kolorach, gdzie kolor pierwszoplanowy w trakcie owego postępu stopniowo „zamalowuje” kolor tła, aż do całkowitego wypełnienia. Zazwyczaj na środku paska lub obok pokazuje się jeszcze stopień zaawansowania w procentach.
Sam pasek postępu daje programiście jedynie możliwość określenia stopnia zaawansowania, znacznie trudniejszą rzeczą jest jednak jego określenie oraz decyzja, jakie powinien mieć odwzorowanie na pasku. W idealnej sytuacji pasek postępu w trakcie działania programu powinien przesuwać się ze stałą szybkością postępu. To jednak wymaga długich i żmudnych pomiarów działania programu w różnych sytuacjach i środowiskach. Pasek postępu jest jedynie ułatwieniem dla użytkownika (bo na dobrą sprawę można by tylko zamienić kursor na klepsydrę na czas wykonywania operacji), więc jego użycie powinno być ukierunkowane wyłącznie na danie użytkownikowi pewnego wyobrażenia o tym, ile czasu będzie musiał czekać do zakończenia operacji.